# Goldgesichtsaki

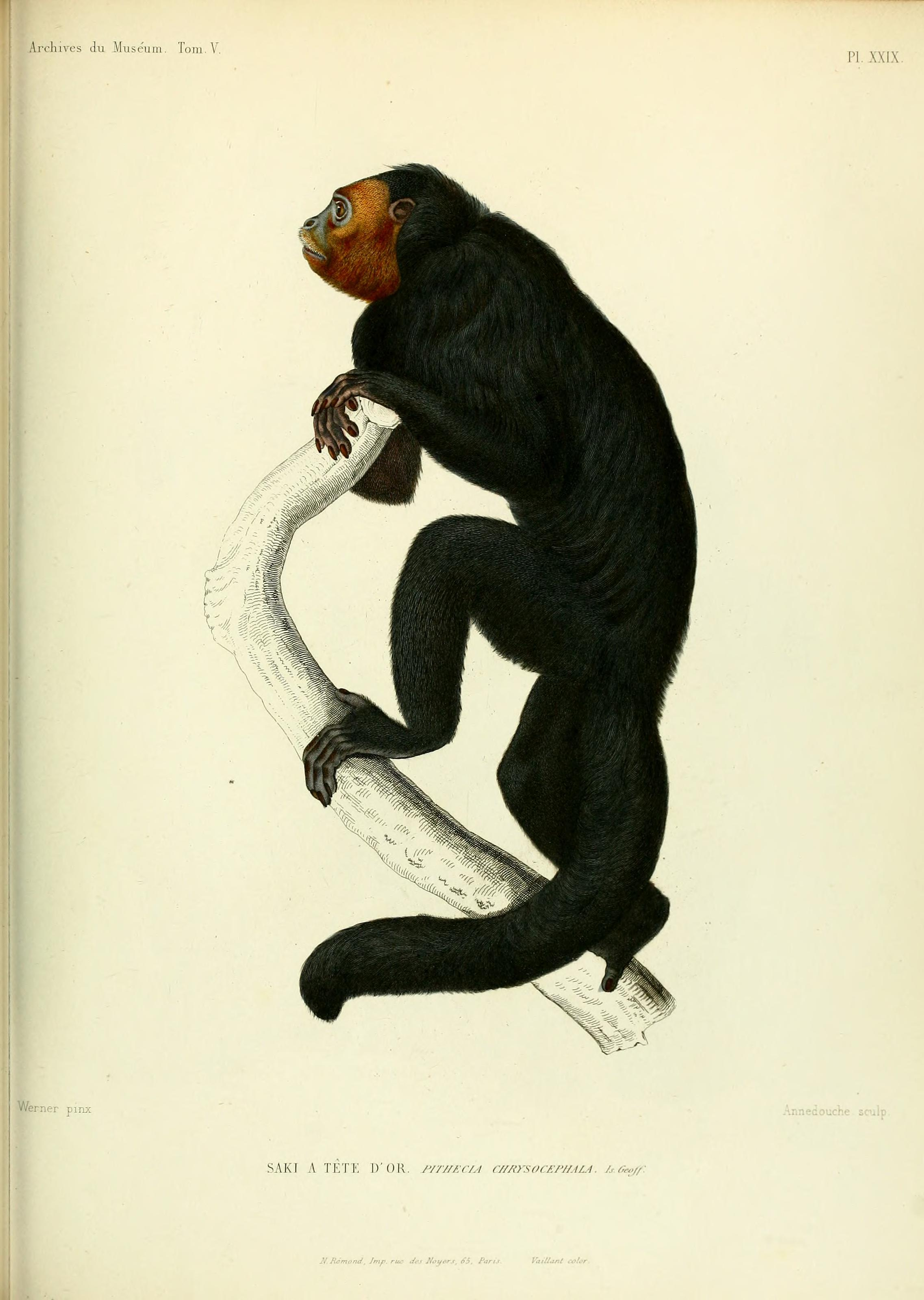
Zeichnung des Holotyps

Der Goldgesichtsaki (Pithecia chrysocephala) ist eine Primatenart aus der Gruppe der Neuweltaffen. Sie kommt in einem Gebiet nördlich des unteren Amazonas zwischen den Mündungen von Rio Negro und Rio Nhamundá und in einem kleinen Gebiet westlich der Mündung des Rio Negro in den Amazonas im Umkreis der Städte Acajutiba, Iranduba und Manacapuru vor.
Die IUCN listet den Goldgesichtsaki als nicht gefährdet (least concern).

## Merkmale
Der Goldgesichtsaki ähnelt dem Weißkopfsaki (P. pithecia). Männchen sind fast völlig schwarz, inklusive der Hände und Füße. Die haarige Gesichtsmaske ist jedoch nicht weiß, sondern orange bis rötlich braun, die unbehaarte Gesichtshaut um die Augen, die Nase und am Kinn ist schwarz. Weibchen sind gräulich, fein hell-dunkel gesprenkelt, haben eine orangefarbene Brust und die Mundregion wird von orangefarbenen Linien begrenzt. Jungtiere ähneln eher den Weibchen als den Männchen.
Goldgesichtsakis erreichen ein Gewicht von 1,9 kg, eine Kopf-Rumpf-Länge von maximal 47 cm (Männchen) bzw. 30 bis 44 cm (Weibchen) und besitzen einen 34 bis 45 (Männchen) bzw. 33 bis 40 (Weibchen) cm langen Schwanz.

## Systematik
Der Goldgesichtsaki wurde im Jahr 1850 durch den französischen Zoologen Isidore Geoffroy Saint-Hilaire beschrieben. Der amerikanische Mammalogen Philip Hershkovitz ordnete die Form im Jahr 1987 als Unterart P. pithecia chrysocephala dem Weißkopfsaki (P. pithecia) zu. Bei einer 2014 veröffentlichten Revision der Sakis wurde der Goldgesichtsaki wieder in den Rang einer Art gestellt, da er sich von P. pithecia phänotypisch und in der Schädelmorphologie deutlich unterscheidet. Die Grenze zwischen den Verbreitungsgebieten beider Arten ist bisher unbekannt. Sakis die zwischen den sicheren Verbreitungsgebieten beider Arten beobachtet wurden, zeigen ein Mix von Merkmalen beider Arten und sind möglicherweise Hybriden.